# Hästholmen (i Tammijärvi, Lovisa)
Hästholmen (finska: Hevossaari) är en ö i Finland.   Den ligger i kommunen Lovisa i den ekonomiska regionen  Lovisa  och landskapet Nyland, i den södra delen av landet, 100 km öster om huvudstaden Helsingfors.